# Avtocesta A3, Hrvaška
Avtocesta A3 je druga najdaljša avtocesta na Hrvaškem, ki povezuje Zagreb s Slavonijo in z mesti ob reki Savi. Začne se na slovensko-hrvaškem mejnem prehodu Obrežje (Bregana) kot nadaljevanje slovenske Avtoceste A2, tvori južni del zagrebške obvoznice in konča na hrvaško-srbski meji pri naselju Lipovac.

## Zgodovina

### Cesta bratstva in enotnosti
Sodobna »avtocesta«, ki bi povezovala Zagreb in Beograd, je bila zasnovana po drugi svetovni vojni, njena gradnja pa se je začela 1. aprila 1948. Velik del dela so opravile mladinske delovne brigade, v katerih je sodelovalo skoraj 300.000 jugoslovanskih in tujih mladincev, vključno z jugoslovansko vojsko. 382 kilometrov dolga povezava med mestoma je bila dokončana in uradno odprta 27. julija 1950. Cesta je imela eno vozišče z dvema prometnima pasovoma, zgrajena je bila večinoma iz betonskih plošč, nekateri odseki pa so bili tudi asfaltni ali tlakovani.
Cesta je bila prvotno mišljena za promet okrog 9000 vozil dnevno. Ko se je obremenitev ceste postopoma povečala, je leta 1971 državni zbor Socialistične republike Hrvaške odobril njeno pretvorbo v štiripasovno avtocesto. Sočasno odobrena načrta za avtocesti Zagreb–Split in Zagreb–Reka je kasneje jugoslovanska oblast označila za nacionalistična in ustavila njuno gradnjo, nadgradnja avtoceste Zagreb–Beograd v avtocesto pa je ostala v načrtu. Drugo smerno vozišče naj bi bilo zgrajeno južno od obstoječega, ki naj bi bilo razširjeno za dva prometna pasova in odstavni pas.

### Gradnja avtoceste
Gradnja avtoceste v današnji obliki se je začela leta 1977 v Zagrebu. Leta 1979 je bil dokončan 5,85-kilometrski odsek med razcepoma Jankomir in Lučko. Leta 1981 so odprli 22,15 kilometra dolg odsek med razcepoma Lučko in Ivanja Reka, s čimer je bil dokončan del, ki tvori zagrebško obvoznico. Za razliko od preostanka avtoceste, ki je bil zgrajen s širitvijo obstoječe ceste, je bila zagrebška obvoznica zgrajena popolnoma na novo.
Prvi del avtoceste, zgrajen vzhodno od Zagreba, je bil 76,52 kilometra dolg odsek med Ivanjo Reko in Lipovljani, dokončan leta 1980. Za nemoten tok prometa med Zagrebom in Beogradom so najprej zgradili novo južno smerno vozišče (proti Beogradu), zatem so dvosmerni promet preusmerili na novozgrajeno vozišče ter razširili in preplastili obstoječo cesto. Na ta način se je avtocesta širila naprej proti vzhodu, križišča pa so se nadomeščala z izvennivojskimi križanji in nadvozi. Leta 1985 je bila avtocesta podaljšana do Okučanov in naslednjega leta do Prvče pri Novi Gradiški; do leta 1991 je dosegla vzhodni del Slavonskega Broda.
Nadaljnjo gradnjo avtoceste je prekinila hrvaška osamosvojitvena vojna. Oktobra 1991 je del zahodne Slavonije zasedla vojska samooklicane Srbske avtonomne oblasti Zahodna Slavonija, zato so avtocesto med Novsko in Novo Gradiško zaprli za ves promet. Decembra 1994 so s pogajanji dosegli njeno vnovično odprtje za tranzitni promet, vendar je potovanje po njej ostalo nevarno zaradi občasnih izbruhov nasilja. Maja 1995 je zahodno Slavonijo v operaciji Blisk osvojila hrvaška vojska. Poleg splošnega nevzdrževanja v času vojne so cestišče in številni nadvozi utrpeli škodo v obstreljevanju, brežine nadvozov pa so poškodovali s kopanjem jarkov.
Po vojni so se dela na avtocesti A3 nadaljevala. Najprej je bilo potrebno sanirati škodo, nastalo zaradi vojne. Medtem ko so bili nadvozi in drugi objekti razmeroma hitro popravljeni, so popravila obrabljenega cestišča in odstranjevanja neeksplodiranih ubojnih sredstev trajala bistveno dlje. Leta 1996 je bil odprt prvi novi odsek, zgrajen po vojni, v dolžini 10,9 km do vasi Oprisavci, zahodno od današnjega razcepa Sredanci. Leta 1999 je bila avtocesta podaljšana do Velike Kopanice. Leta 2002 se je avtocesta podaljšala tudi zahodno od Zagreba, ko so odprli 13,7 kilometra dolgo povezavo od razcepa Jankomir do Bregane in meje s Slovenijo. Istega leta je bila avtocesta dograjena tudi do Županje. Najvzhodnejši odsek od Županje do mejnega prehoda Bajakovo/Batrovci s Srbijo je bil predan prometu leta 2006, s čimer je bila avtocesta A3 dokončana in je v celoti nadomestila državno cesto D4. Skupna cena izgradnje avtoceste je bila ocenjena na 7 milijard kun (okoli 950 milijonov evrov).

## Cestnina
Zahodni del avtoceste med Bregano in razcepom Jankomir uporablja odprti cestninski sistem, pri katerem se cestnina plačuje ob prehodu skozi čelno cestninsko postajo Bregana. Cestnina je leta 2024 za osebna vozila znašala 0,90 evra.
Med razcepom Ivanja Reka in Lipovcem je v uporabi zaprti cestninski sistem, pri katerem se cestnina obračuna ob izvozu glede na uporabljeni uvoz. Zaprti sistem je skupen za avtocesti A3 in A5, ki se nanjo navezuje na razcepu Sredanci. Cestnine so leta 2024 znašale od 1,50 do 16,90 evra.
Po podatkih avtocestnega upravitelja Hrvatske autoceste od januarja do avgusta 2009 je bil največji delež vseh cestnin v tem obdobju zbran na avtocesti A3.